# Société Anonyme Royal Star
Die Société Anonyme Royal Star war ein belgischer Hersteller von Automobilen aus Berchem bei Antwerpen.

## Unternehmensgeschichte
Monsieur Dodelinger gründete 1902 die Compagnie des Constructions Mécaniques zur Produktion von Motorrädern, Automobilen und Industriemotoren. Er wählte den Markennamen Royal Star. Später erfolgte die Umbenennung in Société Anonyme Royal Star. 1905 waren über 500 Mitarbeiter beschäftigt. Ab 1907 produzierte das Unternehmen bereits 300 Autos und 1500 Motorräder jährlich. 1910 übernahm die Société Anversoise pour la Fabrication de Voitures Automobiles, kurz SAVA, das Unternehmen.

## Fahrzeuge
1904 wurden die ersten Autos produziert, deren Motoren wahlweise zwei oder vier Zylinder hatten. 1907 bestand das Angebot an Vierzylindermodellen aus den Modellen 11/12 CV mit 1693 cm³ Hubraum, 17 CV mit 3308 cm³ Hubraum, 20/22 CV mit 3770 cm³ Hubraum, 23 CV mit 4084 cm³ Hubraum und 25/35 CV mit 4942 cm³ Hubraum. Außerdem gab es die Sechszylindermodelle 29 CV mit 6126 cm³ Hubraum und 37 CV mit 7412 cm³ Hubraum sowie das Einzylindermodell 7 HP mit 681 cm³ Hubraum, bei dem einige Teile von De Dion-Bouton kamen.
Zumindest 1907 wurden auch Lastkraftwagen und Omnibusse hergestellt.